# (21623) Albertshieh
(21623) Albertshieh (1999 LS24) – planetoida z pasa głównego asteroid okrążająca Słońce w ciągu 3,68 lat w średniej odległości 2,38 j.a. Odkryta 9 czerwca 1999 roku.